# Bliznica
Bliznica (ukrajinsky Близниця, 1883 m n. m.) je hora ve východní části pohoří Svidovec v Zakarpatské oblasti na jihozápadní Ukrajině. Nachází se mezi údolími Tisy a Kosivské asi 11 km jihozápadně od Jasini a 18 km severně od Rachova. Je to travnatá homole se skalnatými věžemi na východním úbočí. Na vrcholu stojí kovový triangl. Bliznica je nejvyšším vrcholem celého Svidovce.
Přes vrchol prochází červeně značená hřebenová cesta. Nejkratší výstupová trasa vede patně z obce Kvasy.